# Makeitfuture
Makeitfuture este o companie europeană de consultanță în automatizare și inteligență artificială care oferă servicii de automatizare a fluxurilor de lucru, integrare de sisteme și adoptare AI. Expertiza sa acoperă platformele no-code și low-code, permițând companiilor să conecteze aplicații, să optimizeze procese și să implementeze soluții bazate pe AI. Fondată în 2021 la Cluj-Napoca, România, Makeitfuture și-a deschis ulterior birouri în Franța și în Regatul Unit. Încă de la început, compania a funcționat ca o echipă distribuită, poziționându-se drept un centru de best-cost pentru servicii de automatizare în Europa. În 2025, Makeitfuture este Platinum Partner al Make, Gold Partner al Airtable și Certified Zapier Expert, livrând proiecte de automatizare și AI pentru clienți din industrii precum e-commerce, finanțe, producție, juridic, HR și ospitalitate.

## Istorie
Makeitfuture a pornit din experiența fondatorilor cu administrarea Blu.Coffee, o companie de prăjire a cafelei de specialitate din Cluj-Napoca, România. În timp ce gestionau afacerea, s-au confruntat cu sarcini repetitive precum procesarea comenzilor, facturarea, comunicarea cu clienții și managementul stocurilor. În căutarea unei soluții, au descoperit Integromat (mai târziu rebranduit ca Make) și au început să experimenteze cu automatizarea pentru a optimiza fluxurile de lucru.
Adoptarea Integromat a permis Blu.Coffee să automatizeze gestionarea comenzilor, să sincronizeze date pe platforme precum Trello și HubSpot, să trimită notificări automate de livrare și facturare și să proceseze facturi de la furnizori cu intervenție manuală minimă. Rezultatele au fost semnificative: o reducere de 90% a muncii manuale, procesarea mai rapidă a comenzilor, mai puține erori și o retenție mai mare a clienților prin comunicare în timp real.
Încurajați de acest succes, fondatorii au realizat că aceleași principii de automatizare pot fi aplicate dincolo de industria cafelei. În 2021, au înființat oficial Makeitfuture SRL la Cluj-Napoca ca agenție dedicată automatizării fluxurilor de lucru și adoptării AI. Încă de la început, Makeitfuture a combinat expertiza tehnică bazată în România cu capabilități de livrare internațională. Între 2022 și 2023, compania s-a extins internațional, deschizând birouri în Franța și în Regatul Unit pentru a deservi o bază tot mai mare de clienți europeni.
Compania a devenit rapid un partener recunoscut în ecosistemul automatizării, obținând statutul de Platinum Partner al Make, Gold Partner al Airtable și Certified Zapier Expert.34 Portofoliul său de servicii s-a extins și către asistenți AI, Custom GPTs și fluxuri AI agentice.
În martie 2025, Makeitfuture a fost prezentată într-un studiu de caz de către Make.com pentru că a triplat acuratețea rezolvării prin suport AI de la 34% la 92% în doar trei săptămâni, demonstrând expertiza sa în aplicarea automatizării și AI la scară mare.

## Servicii și expertiză
Makeitfuture este o companie de consultanță în automatizare low-code/no-code și AI, care ajută organizațiile să integreze aplicații, să automatizeze fluxuri de lucru și să adopte inteligența artificială în operațiunile de business. Compania este clasificată ca firmă de transformare digitală, furnizor de servicii de integrare și partener pentru adoptarea AI. Soluțiile sale sunt concepute pentru a reduce munca manuală, a eficientiza procesele și a îmbunătăți acuratețea datelor pe multiple platforme.
Serviciile de automatizare ale companiei sunt construite în jurul unor platforme no-code/low-code populare precum Make (fost Integromat), Airtable, Zapier, n8n și Microsoft Power Automate, dar și sisteme orientate către clienți precum HubSpot, Salesforce și OpenApply. Makeitfuture oferă atât șabloane predefinite de fluxuri de lucru, cât și automatizări complet personalizate, acoperind funcții de business precum:
- Vânzări și automatizare CRM – captarea leadurilor, calificare și orchestrarea parcursului clientului.
- Automatizare HR – onboarding angajați, pipeline-uri de recrutare și management documente.
- Automatizare financiară și contabilitate – procesare facturi, reconciliere plăți și raportare.
- Automatizare operațională și logistică – urmărirea comenzilor, management furnizori și notificări de livrare.
- Automatizare marketing – personalizarea campaniilor, analytics și segmentarea clienților.

Pe lângă automatizare, Makeitfuture dezvoltă soluții AI, inclusiv:
- Asistenți personali AI și Custom GPTs, antrenați pe bazele de cunoștințe ale companiei pentru suport intern sau orientat către clienți.2
- Sisteme de AI agentic, concepute să execute autonom sarcini și să orchestreze procese între platforme software multiple.
- Chatboți AI pentru servicii clienți și suport vânzări, integrați cu CRM-uri și canale de comunicare.[11]

Pe lângă implementare, Makeitfuture oferă și consultanță și servicii de suport, ajutând organizațiile să proiecteze strategii de transformare digitală, să auditeze procese existente și să adopte eficient instrumente no-code/AI. Serviciile de consultanță includ maparea proceselor, arhitectura de automatizare și strategia de integrare, în timp ce serviciile de suport acoperă monitorizarea fluxurilor, troubleshooting și optimizare continuă.
Compania oferă și Automation as a Service (AaaS), permițând clienților să acceseze expertiză în automatizare prin modele de abonament, proiect sau orar. Acest cadru de livrare este conceput pentru a face automatizarea la nivel enterprise scalabilă și accesibilă atât organizațiilor mici, cât și mari.

## Impact și studii de caz
Makeitfuture a livrat rezultate transformative pentru organizații prin automatizare, AI și integrare de procese. Studiile sale de caz evidențiază soluții cu impact în diverse sectoare, demonstrând atât câștiguri de viteză cât și de eficiență.

### Sistem AI de comenzi prin WhatsApp pentru o tipografie
O tipografie aflată în creștere rapidă era copleșită de numărul zilnic de întrebări pe WhatsApp, dar nu avea resurse pentru a angaja suport full-time. Makeitfuture a proiectat un sistem AI pentru WhatsApp care a automatizat conversațiile cu clienții, a colectat specificații și fișiere pentru comenzi și s-a integrat în timp real cu HubSpot. Sistemul a generat automat documente de comandă și a inclus un mecanism de verificare umană pentru cazurile complexe.
Rezultate obținute după implementare:
- Procesare a comenzilor cu 30% mai rapidă, reducând timpul de la ore la minute
- Creștere cu 10% a bazei de clienți în prima lună datorită experienței de comandă îmbunătățite
- Reducere cu 25% a costurilor de suport, eliminând nevoia de personal suplimentar
- 100% acuratețe a sincronizării datelor în HubSpot, cu toate conversațiile și fișierele înregistrate și sincronizate automat[16]

### Listări de produse cu AI pentru un amanet
Makeitfuture a transformat procesul de creare de conținut pentru un amanet prin utilizarea AI pentru automatizarea listărilor de produse. Soluția a presupus încărcarea fotografiilor printr-un formular, utilizarea instrumentelor AI Picsart pentru îmbunătățirea imaginilor, generarea descrierilor și a metadatelor, crearea de videoclipuri promoționale scurte și organizarea tuturor rezultatelor în Airtable pentru verificare și publicare.
Rezultate principale:
- Viteză de publicare cu 65% mai mare, de la ore la minute per produs
- Reducerea costurilor de creare conținut cu peste 50%, la sub $0.60/produs
- Rată mai mare de conversie datorită vizualurilor standardizate și descrierilor generate de AI[18]

### Automatizare a cheltuielilor de combustibil pentru un client de fleet management
O firmă de inginerie aplicată se confrunta cu dificultăți în organizarea facturilor de combustibil pentru flota sa auto. Lunar, era necesară sortarea și categorizarea a nenumărate înregistrări din emailuri în ERP-ul (Navision) intern.
Makeitfuture a construit un flux de lucru automatizat folosind Power Automate, CloudConvert, procesare AI OCR și SharePoint, integrat direct cu Navision. Acesta a automatizat întreg procesul – de la prelucrarea emailurilor, conversia datelor, până la încărcarea în ERP – cu semnalizare a erorilor pentru verificări manuale.
Rezultate:
- Un proces care anterior dura o zi întreagă a fost redus la aproximativ 5 minute/lună pentru validare
- Eliminarea riscului de erori manuale și crearea unui cadru scalabil de automatizare pentru viitoare procese[21]

## Clienți și poziționare pe piață
Conform directoarelor de agenții și design, Makeitfuture deservește atât IMM-uri, cât și clienți enterprise din industrii precum AI, software și servicii IT, e-commerce, finanțe, juridic, producție, HR, ospitalitate și retail.  
Clienți enumerați includ Decathlon, PepsiCo, Boost Space, Celonis, Billwerk+, Tyrens, easyHotel, Avidly și Klarwin.

## Rezumat
Fondată în 2021 și cu sediul central în România, Makeitfuture oferă automatizare no-code/low-code, integrare AI și soluții pentru fluxuri de lucru în mai multe locații europene. Rețeaua sa solidă de parteneriate și succesul dovedit în optimizarea suportului clienți asistat de AI subliniază ascensiunea sa ca agenție de automatizare de top în Europa.